# Trogulus tingiformis
Trogulus tingiformis is een hooiwagen uit de familie kaphooiwagens (Trogulidae).